# ریفردو
ریفردو (به ایتالیایی: Rifreddo) یک کومونه در ایتالیا است که در استان کونیو واقع شده‌است.

## خصوصیات
ریفردو ۶٫۸ کیلومترمربع مساحت و ۱٬۰۷۱ نفر جمعیت دارد.